# Sybrandt Hansz. Cardinael
Sybrandt Hansz. Cardinael, ook Sybrant Hanssen genoemd (Harlingen 1578 – Amsterdam, 1647) was een Nederlands wiskundige, landmeter, rekenmeester en schrijver van wiskundige (leer)boeken.

## Leven
Cardinael werd in 1578 te Harlingen in een doopsgezind milieu geboren als zoon van Hans Sybrandsz Cardinael en Ymcke Emesdr. Op 28 augustus 1607 trouwde hij te Amsterdam met Levijntje Panten (Harlingen 1586/87-Amsterdam 1664). Zij kregen zes dochters, waarvan één, Cathalyntie, in 1651 trouwde met de vertaler Jan Hendriksz Glazemaker. Cardinael werd internationaal bekend door zijn originele Hondert geometrische questien met hare solutien. Dit boek werd door Christiaan Huygens bestudeerd op aanraden van diens leraar Jan Stampioen. Hij maakte deel uit van de Eerste Nederduytsche Academie van Samuel Coster en adviseerde de Admiraliteit van Amsterdam over de plaats op zee (het lengteprobleem, zie lengtebepaling en lengtegraad).

## Landmeter
Cardinael behaalde een akte van admissie als landmeter voor het Hof van Friesland.

## School
Vanaf 1605 dreef Cardinael een school aan de Nieuwe Nieuwstraat in Amsterdam, die hij overnam van zijn schoonvader Panten. Hij gaf de vakken arithmetica, meetkunde, landmeetkunde, wijnroeien, sterrenkunde maar de nadruk lag op de navigatieleer en het boekhouden. Na Cardinael gaven Abraham de Graaff en Claes Hendricksz. Gietermaker op hetzelfde adres les. 

## Tegenstander
Tegen het heliocentrisme van Copernicus verzette hij zich in een wiskundig boek. Hij was ook een tegenstander van het gebruik van algebra, toen de Regel van Coss genoemd, in de meetkunde. 

## Werken
- 1614 - Hondert geometrische questien met hare solutien (maakt deel uit van: L.Sems et al., Pracktijck des landmetens, Amsterdam, W.J. Blaeu, 1614.) 
  - 1617 - Duitse vertaling door Sebastian Curtius (Tractatus geometricus, darinen hundert schöne ausser-lesene liebliche Kunst quaestiones ... von ... : Sybrand Hanss ... beschrieben ... in Hochteutsch transferiert durch Sebastianum Curtium .., Amsterdam, 1617)
  - 1650 - Engelse vertaling door Thomas Rudd
- 1635 - Mathematische| Ofte| Wisconstige bewijs-redenen, waer| mede bevvesen vvort, dat de Aerdcloot stil staet, en de sonne daghelijcx sijnen loop doet : teghens het ghevoelen van N. Copernicus door Sybrand Hansz Cardinael, Amstelredam by Corn. Gerritsz van Breugel, voor Sal. Savery, 1635.
- 1639, 1644 - Het eerste schoolboeck van Mr. Sybrand Hansz. Cardinaels Arithmetica (nog drie verdere delen volgden)
- 1644 - Arithmetica ofte reeckenkonst door Sybrant Hansz Cardinael, t'Amsterdam by Everh. Cloppenburgh
- 1647 - Het derde School-Boeck door Sybrand Hansz Cardinael, Amsterdam, J.J. Bouman, 1647.
- 1648 - Het tweede School-Boeck door Sibrand Hansz Cardinael, Amsterdam, J.J. Bouman, 1648.
- ? - Over het wijnroeien
- 1704 - Tafel om door behulp van dien seer lichtelijcke te bereekenen hoe veel dat eenighe partije van quarteelen traen, met de minder gedeelte (als de stee-kannen ende mingelen) in gelt bedraghen; so door additie, als multiplicatie door Sybrandt Hansz Cardinael, 't Amsterdam : by Pieter en Karel van Rychoren ..., 1704.

## Reputatie
Vondel noemde Cardinael de Friese Euclides in het volgende gedicht.
Lyfwacht voor Meester Sybrant Hanssen
Kardinael, Den Vrieschen Euklides
De Vriesche Euklides hangt alleen
Van cijferletters hecht aen een.
Bewaert toch Sybrant met uw allen.
Bewaart dien Rekenschat getrouw:
Viel Kardinael van ’t plat, hy zou
Aen cijferletters stukken vallen

## Verder lezen
- Muller, E. en Zandvliet, K., red. Admissies als landmeter in Nederland voor 1811, Canaletto, Alphen aan den Rijn, 1987
- Sitters, M.H., Sybrandt Hansz. Cardinael 1578-1647, rekenmeester en wiskundige: zijn leven en zijn werk, proefschrift Groningen, 2007
- Wijnman, H. F., De Amsterdamsche Rekenmeester Sybrandt Hansz Cardinael, in Het Boek, Nieuwe Reeks 22 (1933/1934)